# 王真 (1918年)
王真（1918年—2006年），男，山东费县人，中华人民共和国政治人物，曾任西安市人民政府市长，陕西省人民政府副省长。